# Збройні сили Республіки В'єтнам
Збройні сили Республіки В'єтнам (в'єт. Quân lực Việt Nam Cộng hòa – QLVNCH) — збройні сили Республіки В'єтнам (Південного В'єтнаму), які відповідали за захист держави з моменту її незалежності від Франції з жовтня 1955 року до її розпаду у квітні 1975 року. Збройні сили нової держави складалися із сухопутного, повітряного та військово-морського компонентів.

## Історія
Збройні сили Республіки В'єтнам вели свою історію від заснованої в 1949 році Національної армії В'єтнаму, коли Франція формально надала самоврядування своєї колишній колонії В'єтнаму. Згідно умов Женевських угод 1954 року Національну армію В'єтнаму було розформовано.
20 січня 1955 року уряди США, Франції та Південного В'єтнаму підписали угоду про підготовку південно-в'єтнамських військових загальною чисельністю 100 тис. військовослужбовців регулярних частин та 150 тис. резервістів. Загальне керівництво було покладено на французького генерала Поля Елі. Військових радників, озброєння та техніку зобов'язалися надати США.
12 лютого 1955 року військова місія США в Сайгоні (англ. MAAG — Military Aid Advisory Group) розпочала організацію південнов'єтнамської армії, після чого почалася заміна французьких військових інструкторів на американських військових радників. До кінця 1955 року їхня чисельність становила вже 342 особи, надалі їх кількість зростала. У 1956 року у складі сухопутних військ було завершено створення чотирьох бронетанкових підрозділів, озброєних американською технікою (танками M24, самохідними гарматами M8, напівгусеничними бронетранспортерами M3 і бронеавтомобілями M8), що залишилася від колишніх колоніальних французьких військ.

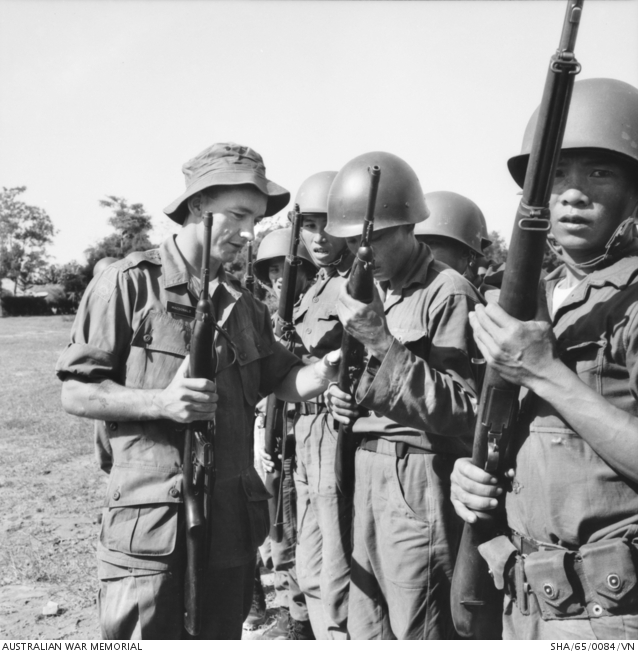
Американський інструктор проводить заняття з новобранцями армії Республіки В'єтнам

30 грудня 1955 року перший президент Південного В'єтнаму Нго Дінь Дьєм офіційно проголосив про створення Збройних сил Республіки В'єтнам (QLVNCH). Збройні сили нової держави складалися з сухопутного, повітряного та військово-морського компонентів відповідно:
- Армія Республіки В'єтнам
- Повітряні сили Республіки В'єтнам
- ВМС Республіки В'єтнам, включаючи Дивізію морської піхоти

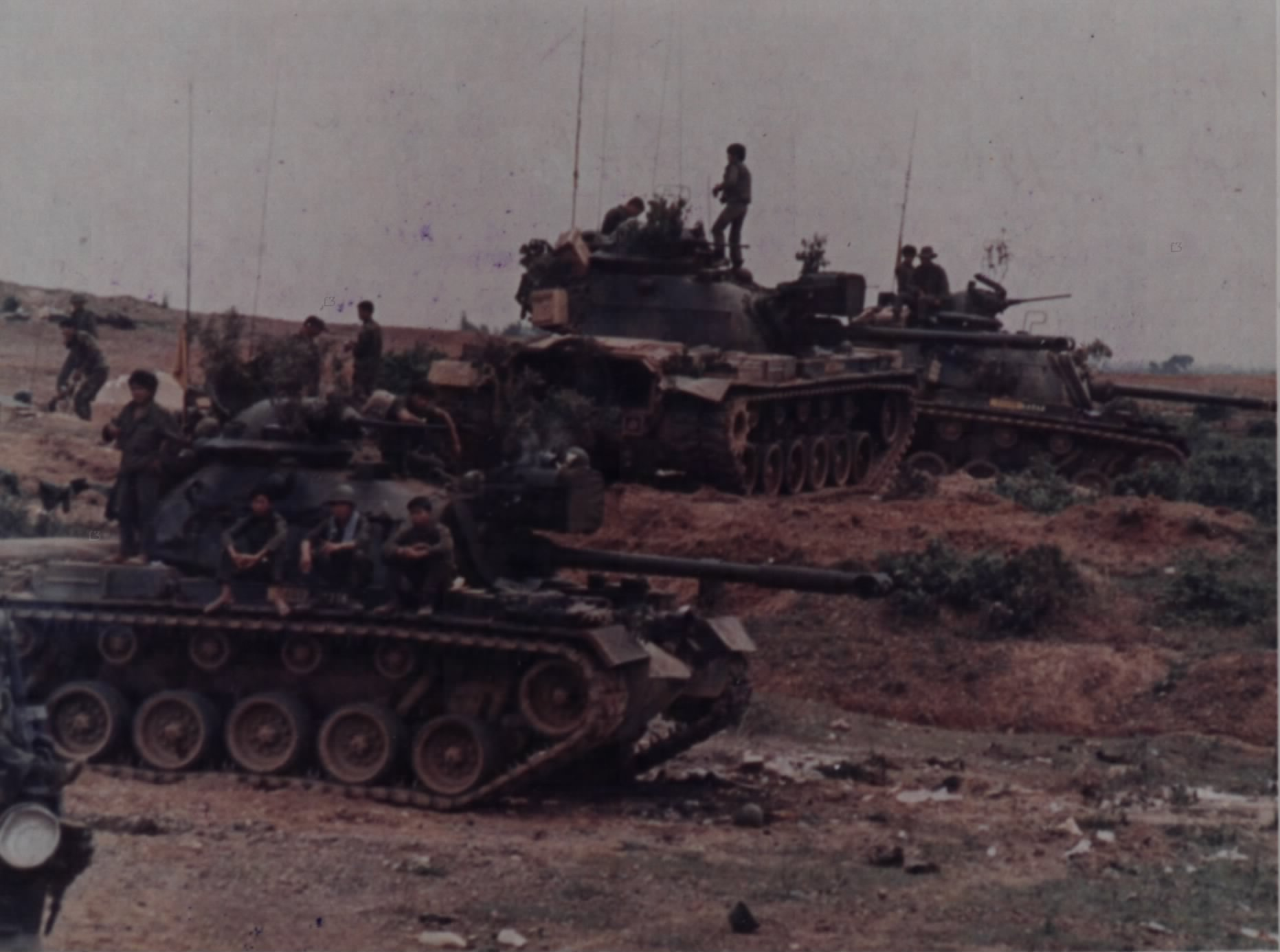
Танковий підрозділ армії Південного В'єтнаму на танках M48 Patton. Великодній наступ. 10 квітня 1972

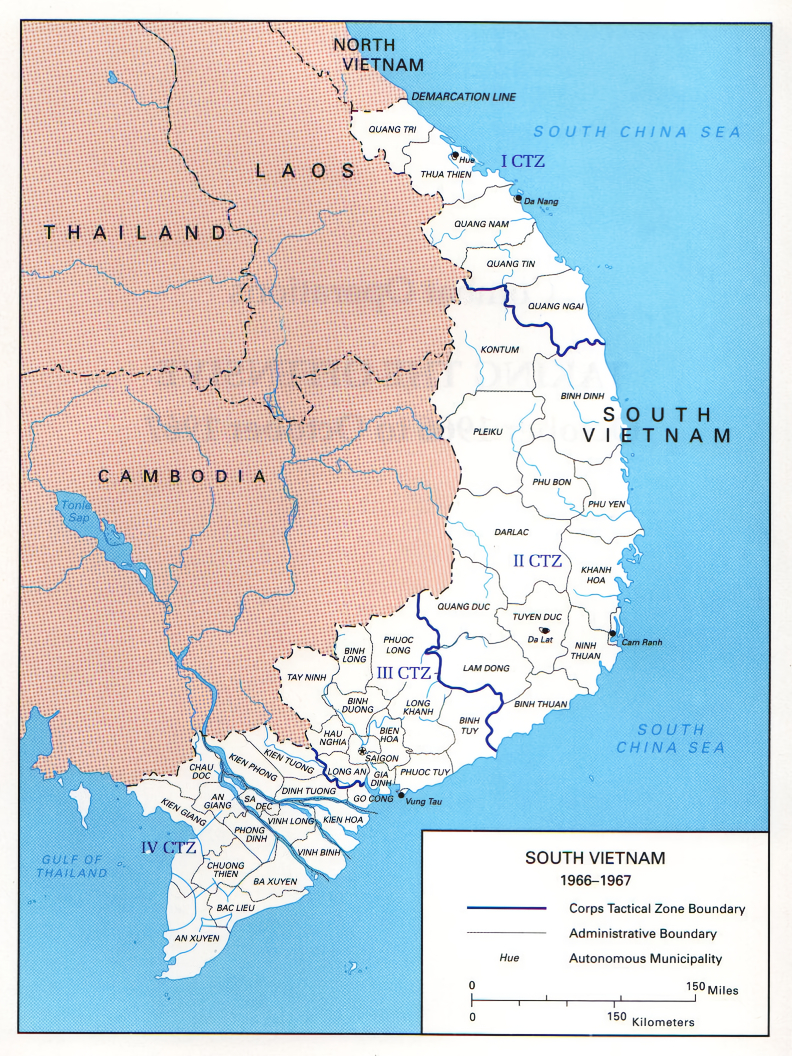
Зони відповідальності корпусів ЗС Республіки В'єтнам

Спочатку ЗС РВ створювалася за зразком американської армії та на неї покладалося завдання відбиття вторгнення армії Північного В'єтнаму. Коли наприкінці 1950-х років у країні розгорнулася громадянська війна між урядовими силами та комуністичними повстанцями, акцент був зроблений на ведення контрпартизанської війни.
У 1962 році збройні сили Південного В'єтнаму сформовали чотири корпуси, за кожним з яких закріплювалася певна зона відповідальності (тактична зона):
- I корпус — північні провінції країни, що найближче перебували до Північного В'єтнаму. Штаб-квартира у Дананзі.
- II корпус — Центральне високогір'я. Штаб-квартира в Плейку.
- III корпус — провінції, що прилягають до Сайгону. Штаб-квартира у Сайгоні.
- IV корпус — дельта Меконгу та південні провінції країни. Штаб-квартира в Кантхо.

На 1968 рік, військовий бюджет Південного В'єтнаму становив 36,8 млрд піастрів (312 млн доларів). Збройні сили Республіки В'єтнам нараховували:
- сухопутні війська налічували 370 тис. військовослужбовців (загалом 160 батальйонів у складі 10 піхотних дивізій; однієї парашутно-десантної дивізії; однієї групи спеціального призначення; 20 батальйонів «рейнджерів»; 10 танкових батальйонів; а також навчальних, тилових та допоміжних частин). Основу танкового парку становили американські легкі танки M41 та французькі танки AMX-13V;
- повітряні сили налічували 16 тис. військовослужбовців, 145 бойових літаків (100 од. A-1 «Скайрейдер»; 15 од. реактивних винищувачів F-5 та 20 од. штурмовиків A-37), а також 80 од. легких літаків O-1A, 80 од. транспортних літаків C-47 і Cessna 180 Skywagon та близько 100 вертольотів H-34 «Чоктау»;
- військово-морські сили налічували 24 тис. осіб і мали на озброєнні 63 бойові та допоміжні кораблі (у тому числі 8 ескортних кораблів, 3 мінні тральщики, 22 десантні судна, 22 артилерійські катери) і річковий «москітний флот» з 350 моторних джонок типу «сампан»;
- іррегулярні сили складалися з 700 рот «територіальних сил» (142 тис. осіб), 4000 взводів «місцевих сил» (143 тис. осіб), загонів «сил цивільної оборони» (40 тис. осіб) та поліції. На озброєнні іррегулярних частин перебувало переважно легка стрілецька зброя (зокрема, застарілих зразків), на озброєнні поліції також було кілька бронетранспортерів і вертольотів.

З приходом до влади Президента Ніксона американські війська розпочали впроваджувати в життя так звану Доктрину Ніксона — поступове виведення американських військ із В'єтнаму, в той час як військові операції поступово скорочувалися, обмежуючись лише проведенням незначних за масштабом бойових дій, в основному спрямованих на порушення шляхів забезпечення комуністів та передачу усієї території країни під повний контроль південнов'єтнамських військ. Цей процес також отримав ім'я «В'єтнамізація». 
За час війни у В'єтнамі збройні сили Південного В'єтнаму зазнали колосальних втрат. Точні втрати армії Республіки В'єтнам невідомі, тому що ряд документів, де вони фіксувалися, були втрачені після поразки країни у війні. Крім того, в період найбільших втрат південнов'єтнамської армії навесні 1975 року донесення про втрати часто взагалі не складалися. Більшість дослідників оцінюють втрати південнов'єтнамської армії від 171 331 до 220 357 загиблих під час війни, в той же час американський дослідник Р. Руммель вважає що загинуло від 219 000 до 313 000 південнов'єтнамських військових. Відомо, що 16 000 із них померли під час перебування в полоні. Крім цього, до числа військових втрат не входять 17 000 південнов'єтнамських ополченців, які загинули в боях з комуністичними силами.